# Lista siturilor arheologice din județul Ialomița - F
Lista siturilor arheologice din județul Ialomița - F conține toate siturile arheologice din județul Ialomița înscrise în Repertoriul Arheologic Național (RAN) și aflate în localități al căror nume începe cu litera F. RAN este administrat de Ministerul Culturii și Patrimoniului Național și cuprinde date științifice, cartografice, topografice, imagini și planuri, precum și orice alte informații privitoare la zonele cu potențial arheologic, studiate sau nu, încă existente sau dispărute.
Puteți căuta un sit din localitățile care încep cu litera F folosind formularul de mai jos sau puteți naviga prin toate siturile din județ la Lista siturilor arheologice din județul Ialomița.
| Cod RAN                                   | Denumire | Localitate                    | Adresă                                   | Datare             | Descoperit | Coordonate                                    | Imagine           | Erori            |
| ----------------------------------------- | --- | ----------------------------- | ---------------------------------------- | ------------------ | ---------- | --------------------------------------------- | ----------------- | ---------------- |
| 93584.01.01 (Cod LMI: IL-I-s-B-14042)     | Așezarea Latene de la Făcăeni - "lângă Ferma Zootehnică" / ansamblu anonim (Categorie: locuire civilă) (Tip: Așezare) | sat Făcăeni, comuna Făcăeni   | intravilan, punct lângă Ferma Zootehnică | geto-dacică        |            | 44°32′36″N 27°55′10″E / 44.54333°N 27.91945°E | Încărcați imagine | Raportați eroare |
| 93584.02.01 (Cod LMI: IL-I-s-B-14043)     | Așezarea Latene de la Făcăeni - "NE de sat" / ansamblu anonim (Categorie: locuire civilă) (Tip: Așezare)              | sat Făcăeni, comuna Făcăeni   |                                          | geto-dacică        |            | 44°34′05″N 27°53′41″E / 44.56805°N 27.89472°E | Încărcați imagine | Raportați eroare |
| 93584.03.01 (Cod LMI: IL-I-s-B-14044)     | Așezarea Boian de la Făcăeni / ansamblu anonim (Categorie: locuire civilă) (Tip: Așezare)                             | sat Făcăeni, comuna Făcăeni   |                                          | Boian              |            | 44°34′11″N 27°53′35″E / 44.56972°N 27.89305°E | Încărcați imagine | Raportați eroare |
| 92710.01.01 (Cod LMI: IL-I-s-B-14045)     | Așezarea Dridu de la Fetești - "La Scursoare" / ansamblu anonim (Categorie: locuire civilă) (Tip: Așezare)            | municipiul Fetești            | La Scursoare                             | Dridu sec. IX - XI |            | 44°24′32″N 27°53′16″E / 44.40889°N 27.88778°E | Încărcați imagine | Raportați eroare |
| 102758.01.01 (Cod LMI: IL-I-s-B-14046)    | Situl arheologic de la Fierbinți-Târg - "Malul Roșu" / ansamblu anonim (Categorie: locuire) (Tip: Așezare)            | oraș Fierbinți-Târg           | Malul Roșu (Dealul lui Bolete)           |                    |            | 44°41′21″N 26°22′53″E / 44.68917°N 26.38139°E | Încărcați imagine | Raportați eroare |
| 102758.01.02 (Cod LMI: IL-I-m-B-14046.01) | Situl arheologic de la Fierbinți-Târg - "Malul Roșu" / ansamblu anonim (Categorie: locuire) (Tip: Necropolă)          | oraș Fierbinți-Târg           | Malul Roșu (Dealul lui Bolete)           | sec. XVI - XVIII   |            | 44°41′21″N 26°22′53″E / 44.68917°N 26.38139°E | Încărcați imagine | Raportați eroare |
| 102758.01.03 (Cod LMI: IL-I-m-B-14046.02) | Situl arheologic de la Fierbinți-Târg - "Malul Roșu" / ansamblu anonim (Categorie: locuire) (Tip: necropola)          | oraș Fierbinți-Târg           | Malul Roșu (Dealul lui Bolete)           | sec.III-IV         |            | 44°41′21″N 26°22′53″E / 44.68917°N 26.38139°E | Încărcați imagine | Raportați eroare |
| 94394.01.01 (Cod LMI: IL-I-s-B-14047)     | Așezarea medievală de la Frățilești / ansamblu anonim (Categorie: locuire civilă) (Tip: Așezare)                      | sat Frățilești, comuna Săveni |                                          | sec. XVI - XVIII   |            | 44°37′12″N 27°36′16″E / 44.62°N 27.60444°E    | Încărcați imagine | Raportați eroare |